# Suverénní řád Maltézských rytířů
Suverénní řád Maltézských rytířů (celý úřední název je italsky Sovrano Militare Ordine Ospedaliero di San Giovanni di Gerusalemme di Rodi e di Malta, latinsky Supremus Ordo Militaris Hospitalis Sancti Ioannis Hierosolymitani Rhodius et Melitensis) zkráceně Maltézský řád, zkratka SŘMR (SMOM), má od roku 1879 sídlo v Římě v Paláci Malta. Řád se dnes mezinárodně dělí do velkopřevorství, převorství a podpřevorství. Jeho současná činnost má převážně charitativní charakter.

## Státní subjekt a diplomatické vztahy
Podle mezinárodního práva je Suverénní řád Maltézských rytířů svrchovaným nestátním subjektem bez vlastního území. Znalci mezinárodního práva ovšem na takový výklad postavení řádu nemají zcela jednoznačný názor.

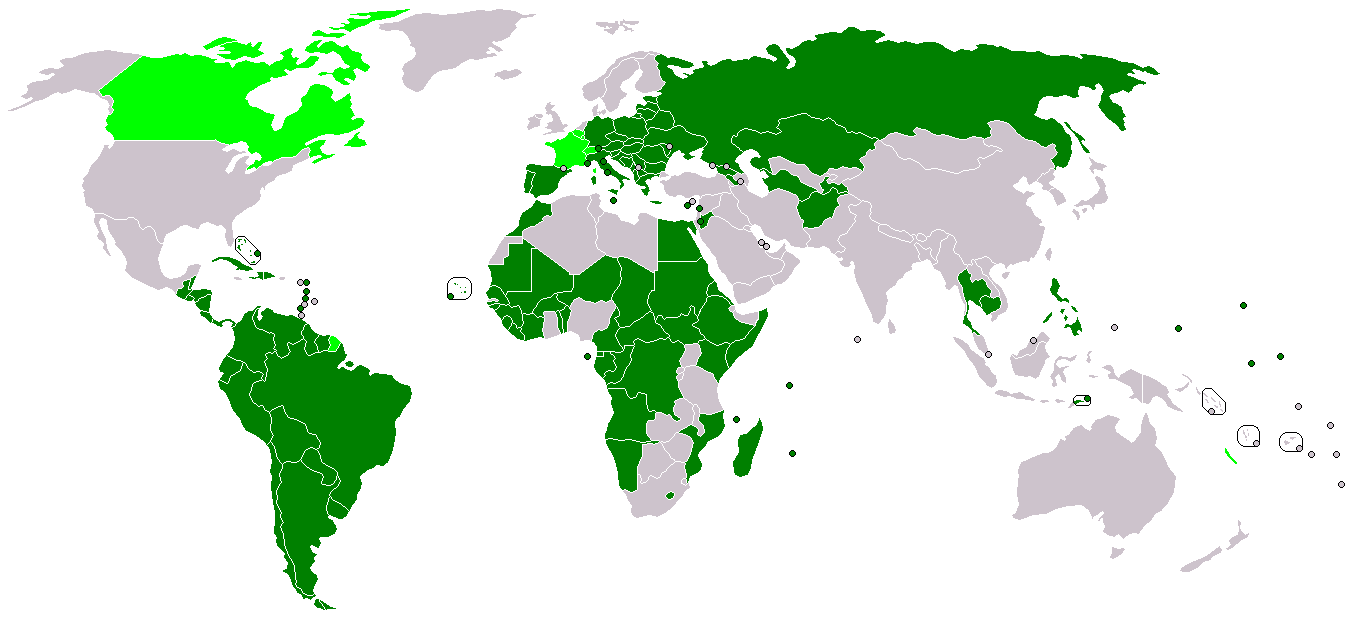
Mezinárodní vztahy SMOM se světem, diplomatické vztahy (tmavě zeleně), ostatní kontakty (světle zeleně).

Řád vlastní dvě malá exteritoriální území, mimo jeho sídla v Římě je to ještě pevnost St. Angelo na Maltě. Kromě toho vydává vlastní mince a poštovní známky a má vlastní poznávací značky vozidel.
Řád udržuje plné diplomatické styky s 94 státy světa včetně České republiky, kde má také vlastní zastoupení. V dalších šesti státech je řád zastoupen a má status pozorovatele v OSN atd.

## Sídlo a velmistr

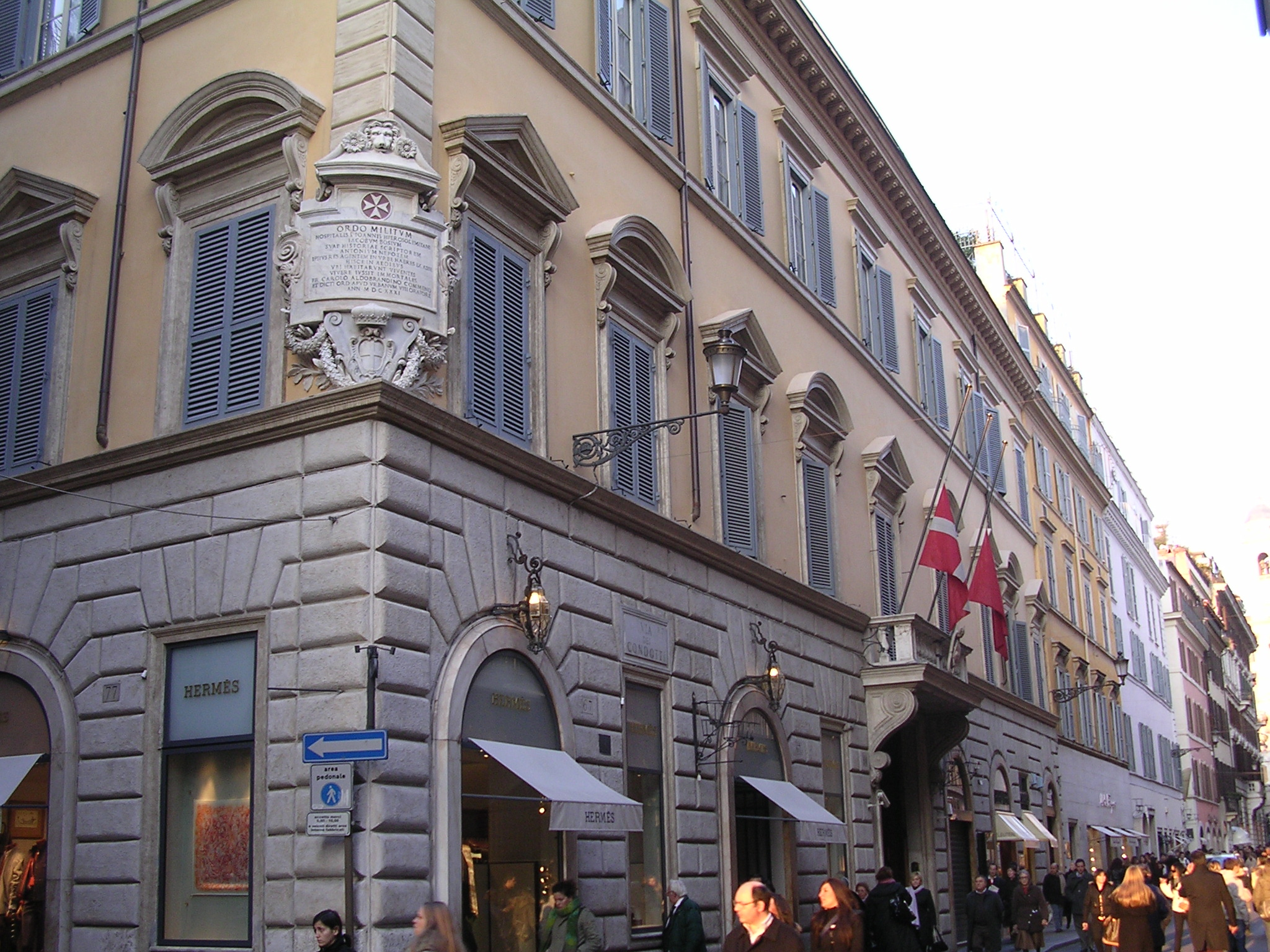
Palazzo di Malta, Řím, Itálie

Hlavní sídlo současného suverénního řádu se nachází v Itálii na adrese Palazzo Malta, Via dei Condotti 68, Řím. Po odstoupení posledního velmistra řádu Matthewa Festinga dne 28. ledna 2017 kvůli sporu s papežem Františkem byla tato pozice definitivně obsazena až 2. května 2018, kdy dosavadní prozatímní správce řádu, Giacomo dalla Torre del Tempio di Sanguinetto (1944–2020), byl zvolen řádným velmistrem. Po jeho smrti v dubnu 2020 Řád spravoval místodržitel Ruy Gonçalo do Valle Peixoto de Villas Boas, dne 8. listopadu 2020 úplná státní rada maltézského řádu zvolila místodržitelem úřadu velmistra na dobu jednoho roku fra Marca Luzzaga. Od 1. listopadu 2020 je zvláštním papežovým zplnomocněncem pro maltézský řád kardinál Silvano Tomasi, který má vůči řádu mimořádné pravomoci a má jej dovést k reformě. Papež František dne 26. října 2021 v dopise kardinálu Tomasimu Luzzagovo funkční období prodloužil až do doby zvolení nového velmistra.
Dne 3. května 2023 byl zvolen velmistrem řádu John Timothy Dunlap. Jako Kanaďan je prvním rytířem řádu povolaným na místo velmistra z amerického světadílu, a prvním velmistrem nešlechtického původu. Volby se zúčastnilo 99 členů řádu z 18 zemí a byl zvolen většinou hlasujících.

## V českých zemích
Velvyslanectví řádu v Česku se nachází v sídle Českého velkopřevorství řádu maltézských rytířů ve Velkopřevorském paláci na Malé Straně (Lázeňská ulice/Velkopřevorské náměstí) v Praze.
České velkopřevorství na území České republiky provozuje Vyšší odbornou školu zdravotnickou v pražské Ječné ulici, základní školu ve středočeském Kladně a gymnázium ve Skutči na Pardubicku.
S provozem školy v Praze je spojen kontroverzní přístup k výuce o sexuální orientaci, který není v souladu s moderním pojetím medicíny. 

## Malta

Bitva u Lepanta (1571), neznámý umělec, konec 16. století

Řád zůstal bez vlastního území až do roku 1530, kdy velmistr Fra' Philippe de Villiers de l'Isle Adam převzal vládu nad ostrovem Malta, který byl řádu udělen císařem Karlem V., císařem Svaté říše římské, a jeho matkou, královnou Janou Kastilskou, jako panovníky Sicílie, se souhlasem papeže Klementa VII. Řád musel za to splnit podmínky Tributu Maltézského sokola.
V roce 1565 rytíři pod vedením velmistra Fra' Jeana de Valette (po němž bylo pojmenováno hlavní město Malty, Valletta) bránili ostrov více než tři měsíce během Velkého obléhání Osmany.
Flotila řádu přispěla k definitivnímu zničení osmanské námořní moci v bitvě u Lepanta v roce 1571 pod vedením Jana Rakouského, nevlastního bratra krále Filipa II. Španělského.

## Galerie

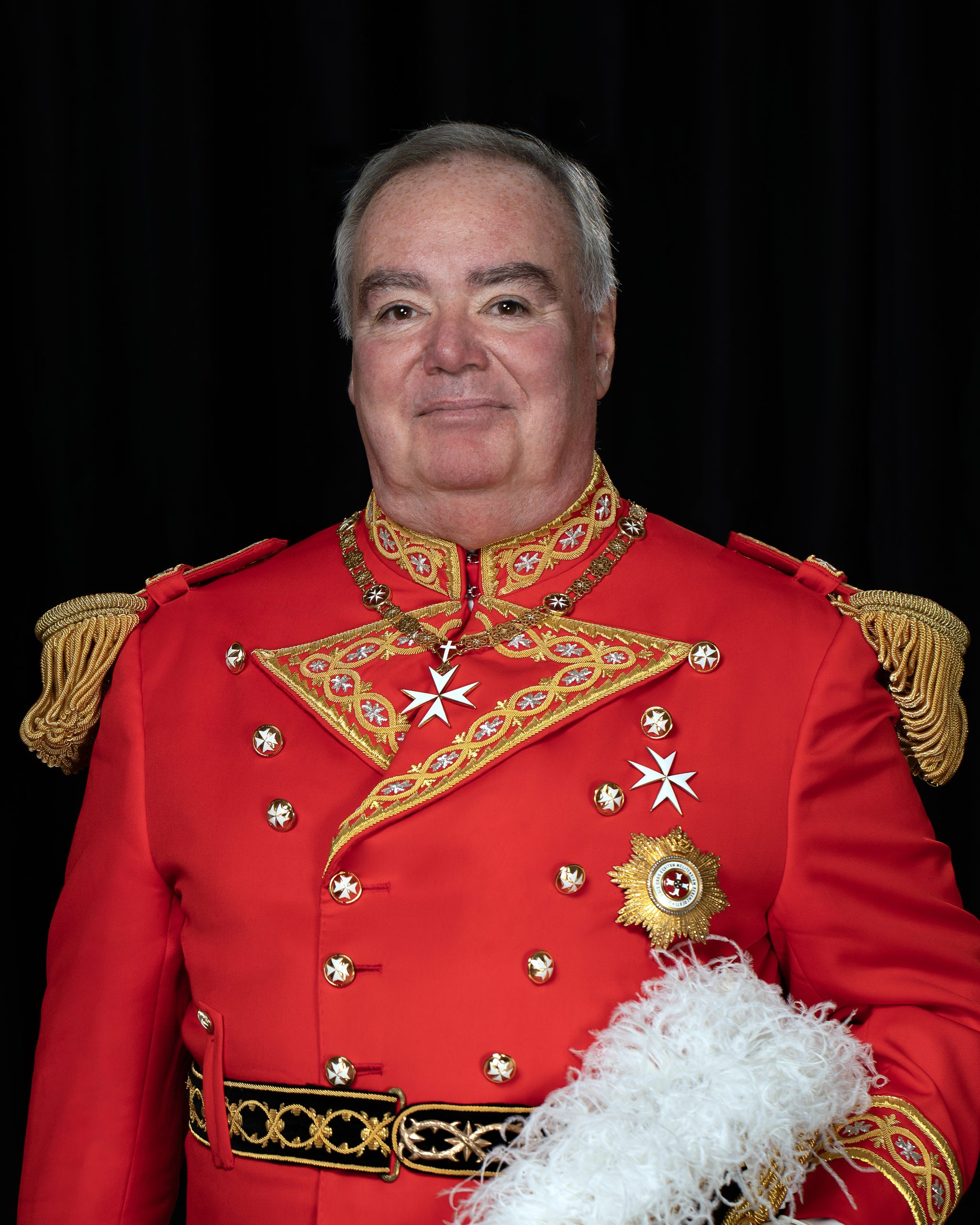
John Timothy Dunlap (velmistr od roku 2022)
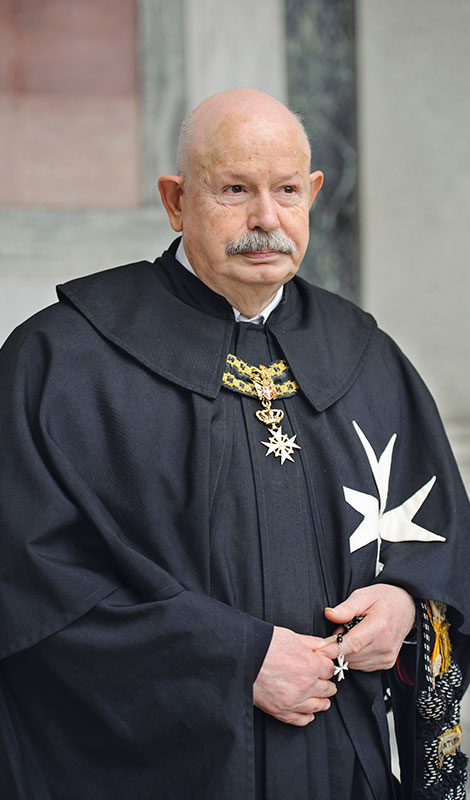
Giacomo dalla Torre (velmistr 2018–2022)
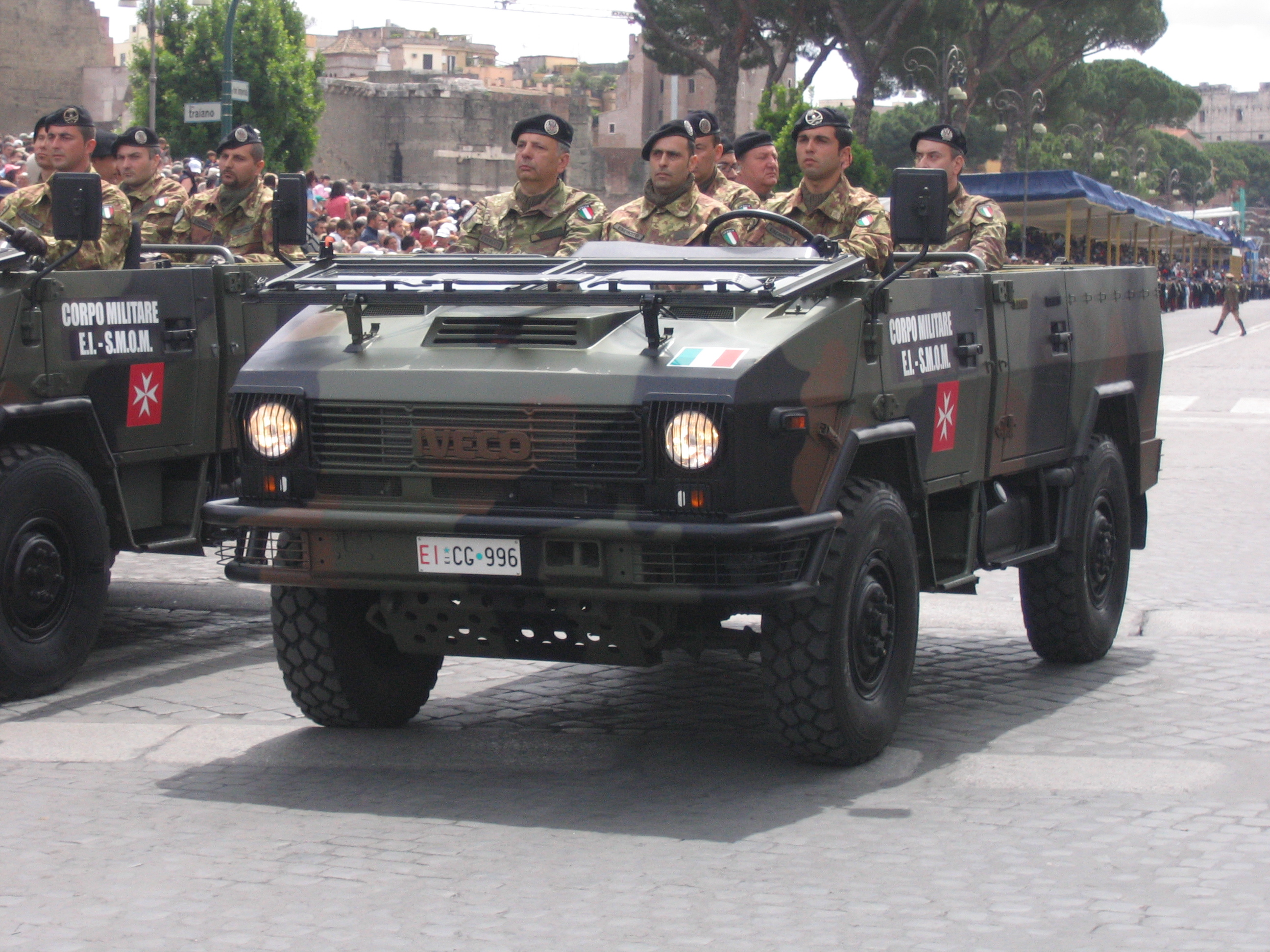
ozbrojené síly řádu
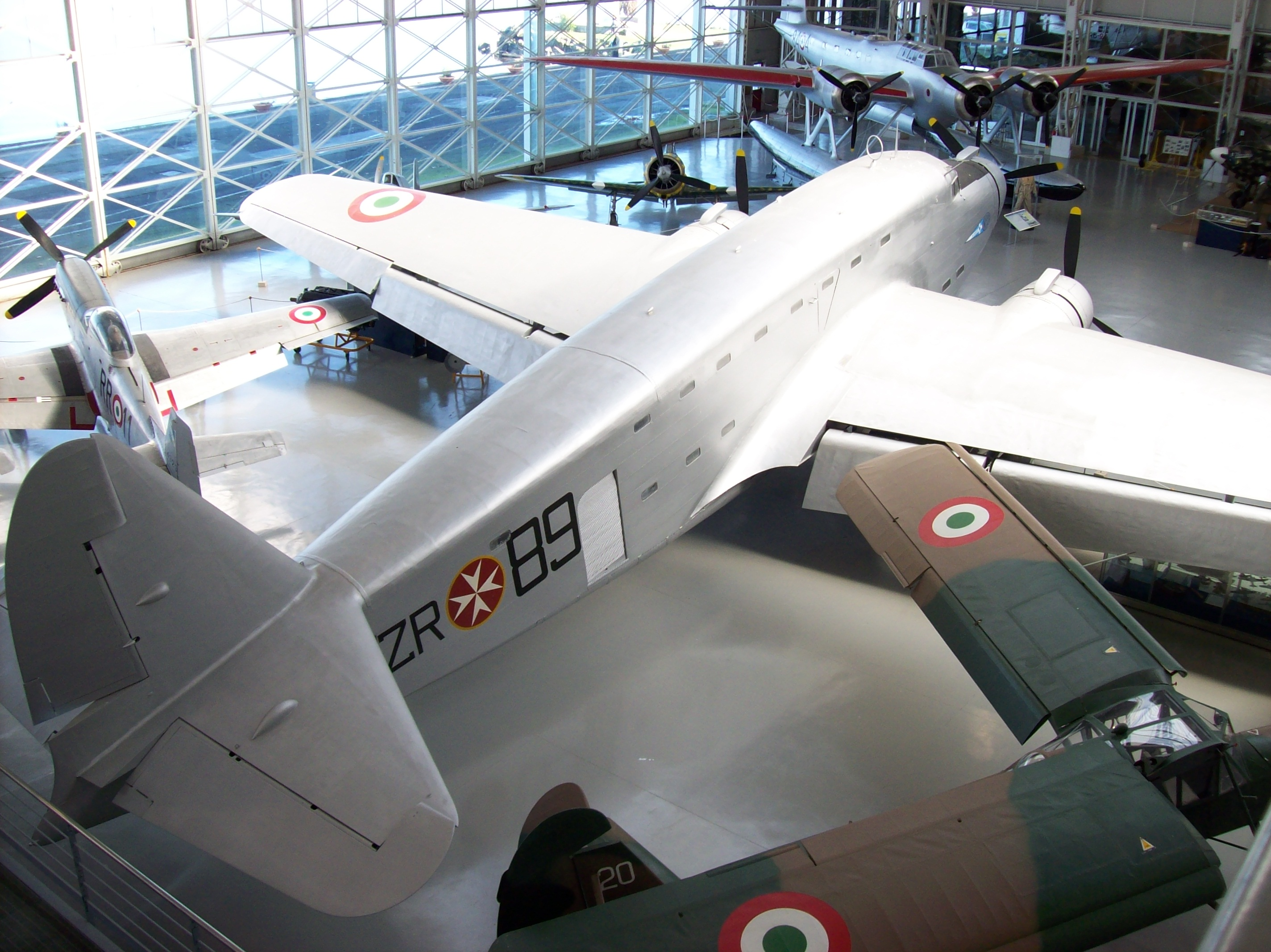
vojenské letadlo
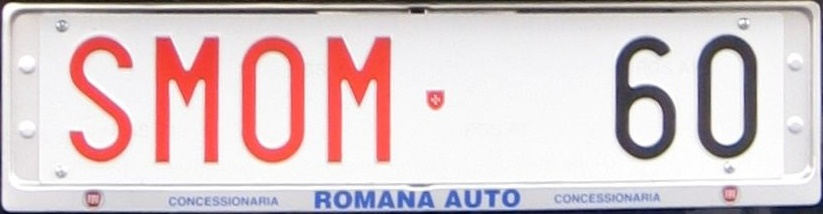
italská poznávací značka SMOM

symbolika:
insignie SMOM
znak ozbrojených sil
emblém vzdušných sil
vlajka s osmihrotým křížem

SMOM v České republice:
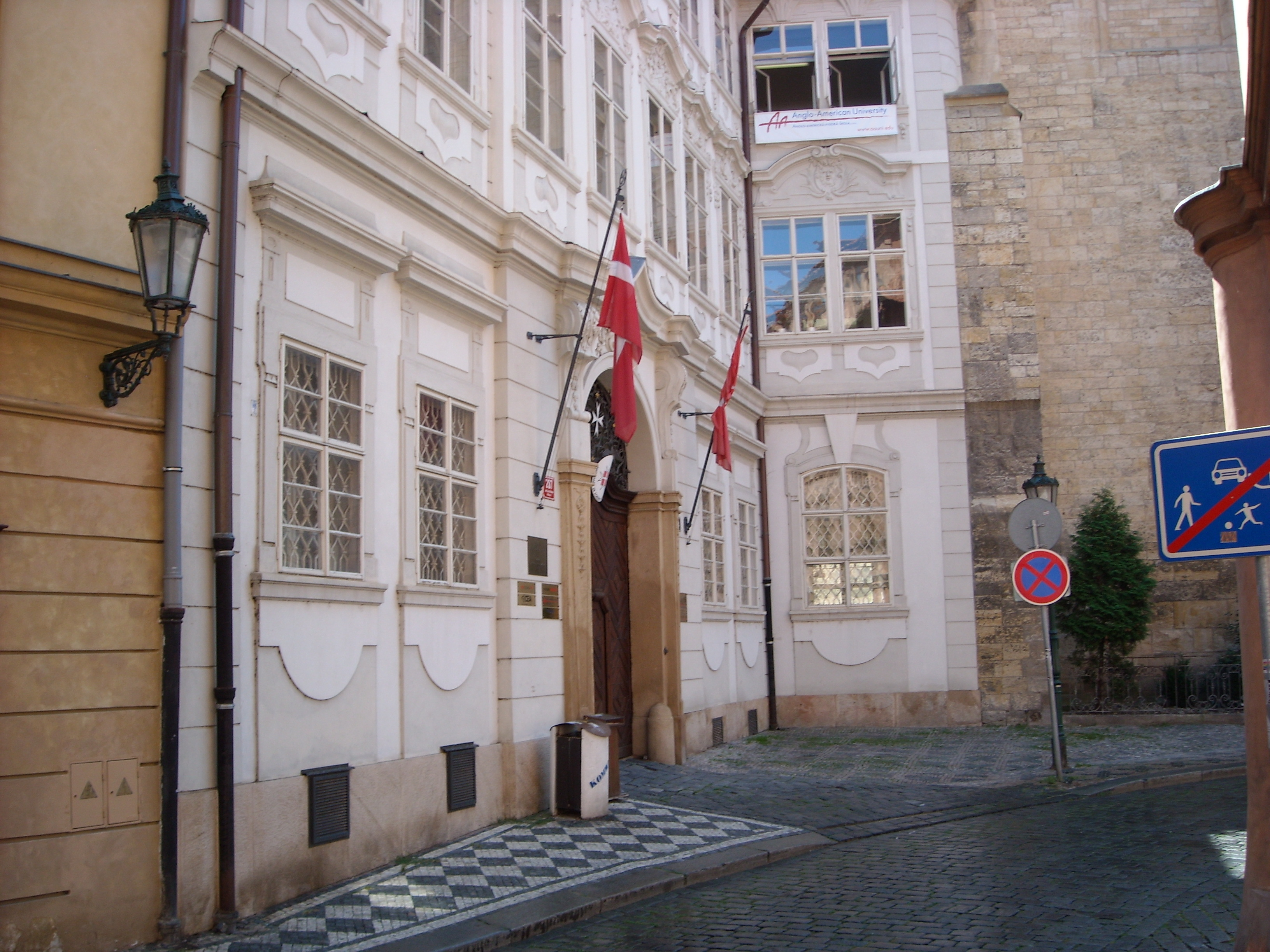
Velvyslanectví řádu v ČR
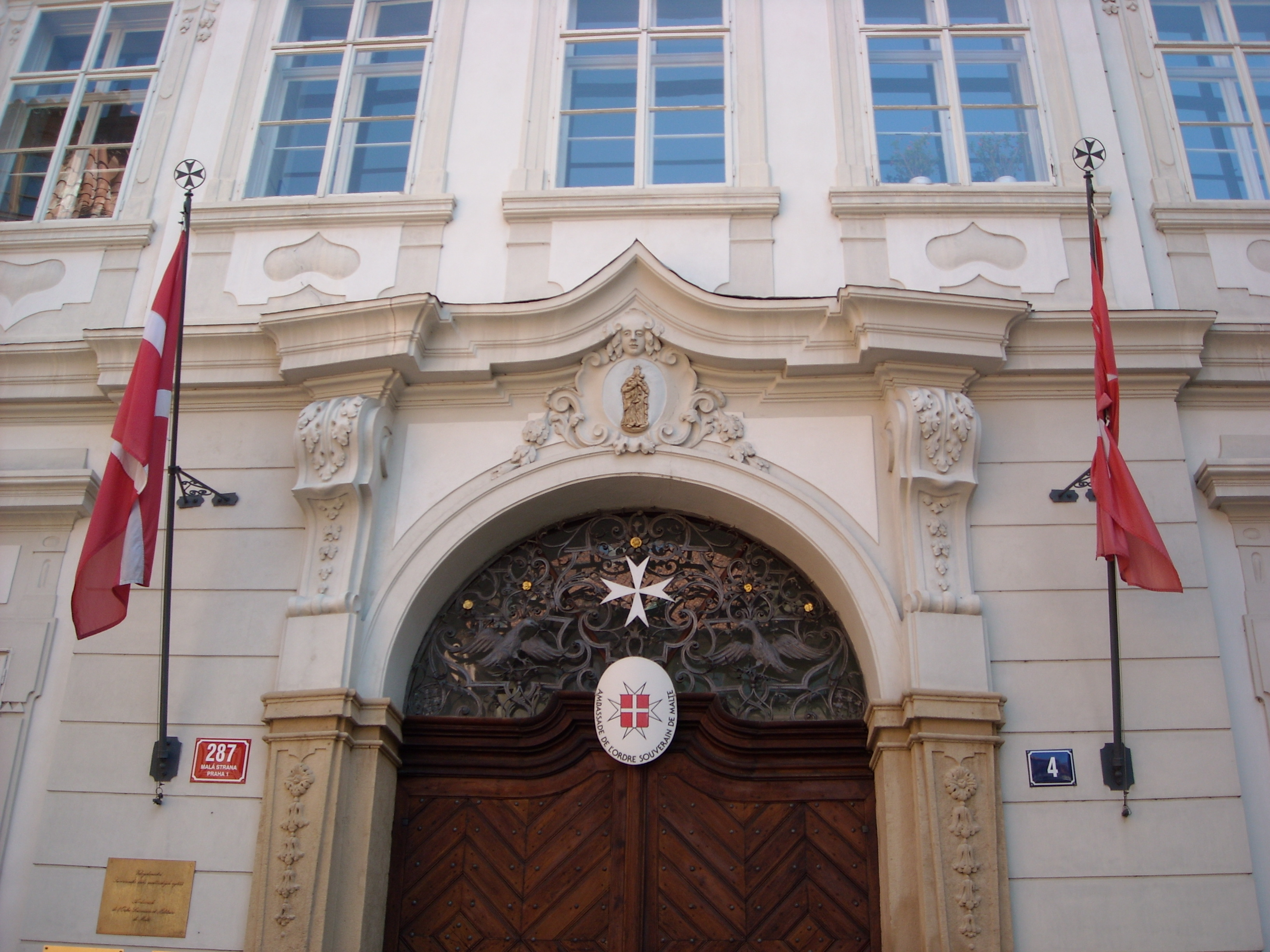
Velvyslanectví řádu v ČR (vchod)
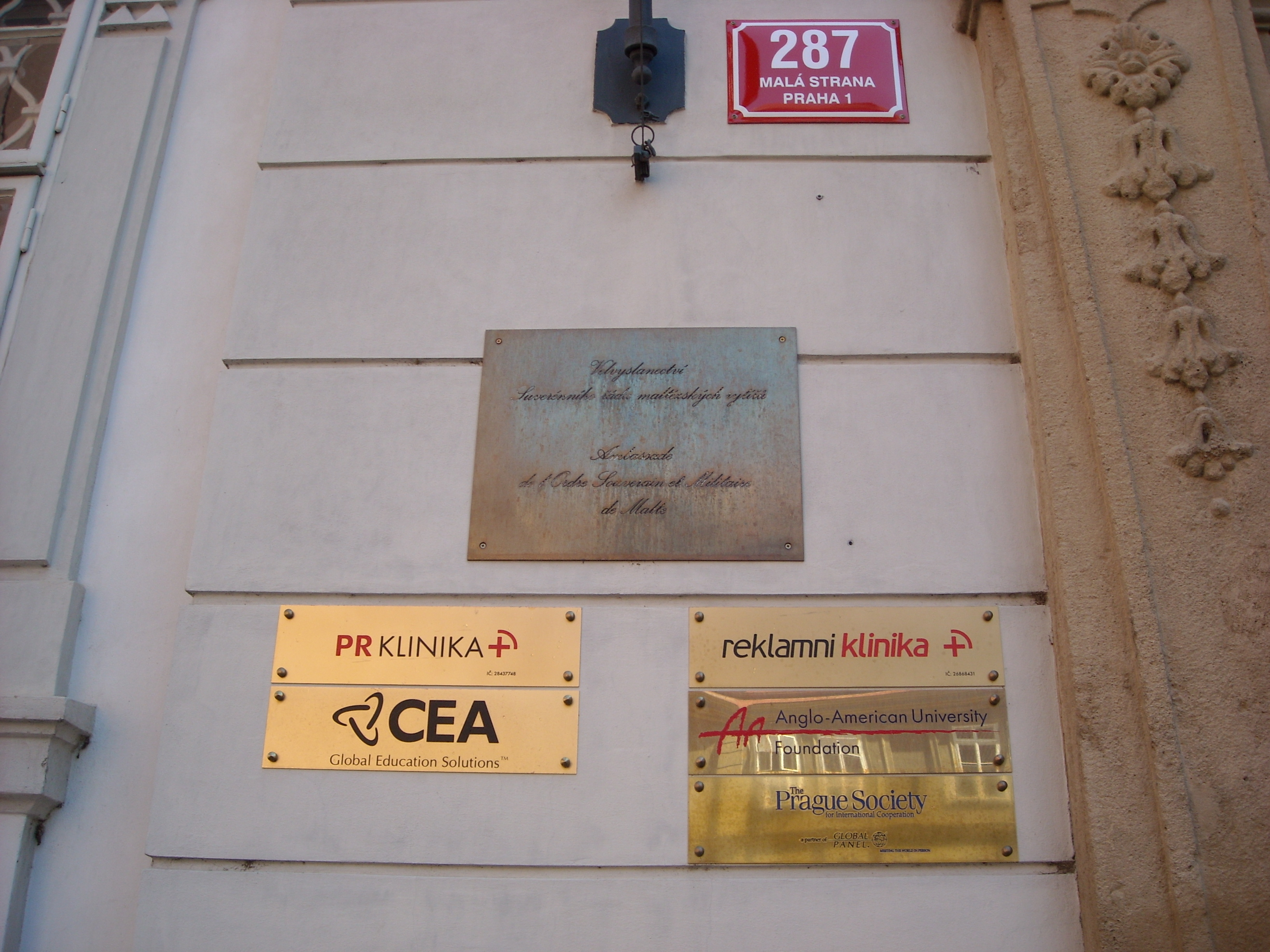
Velvyslanectví řádu v ČR
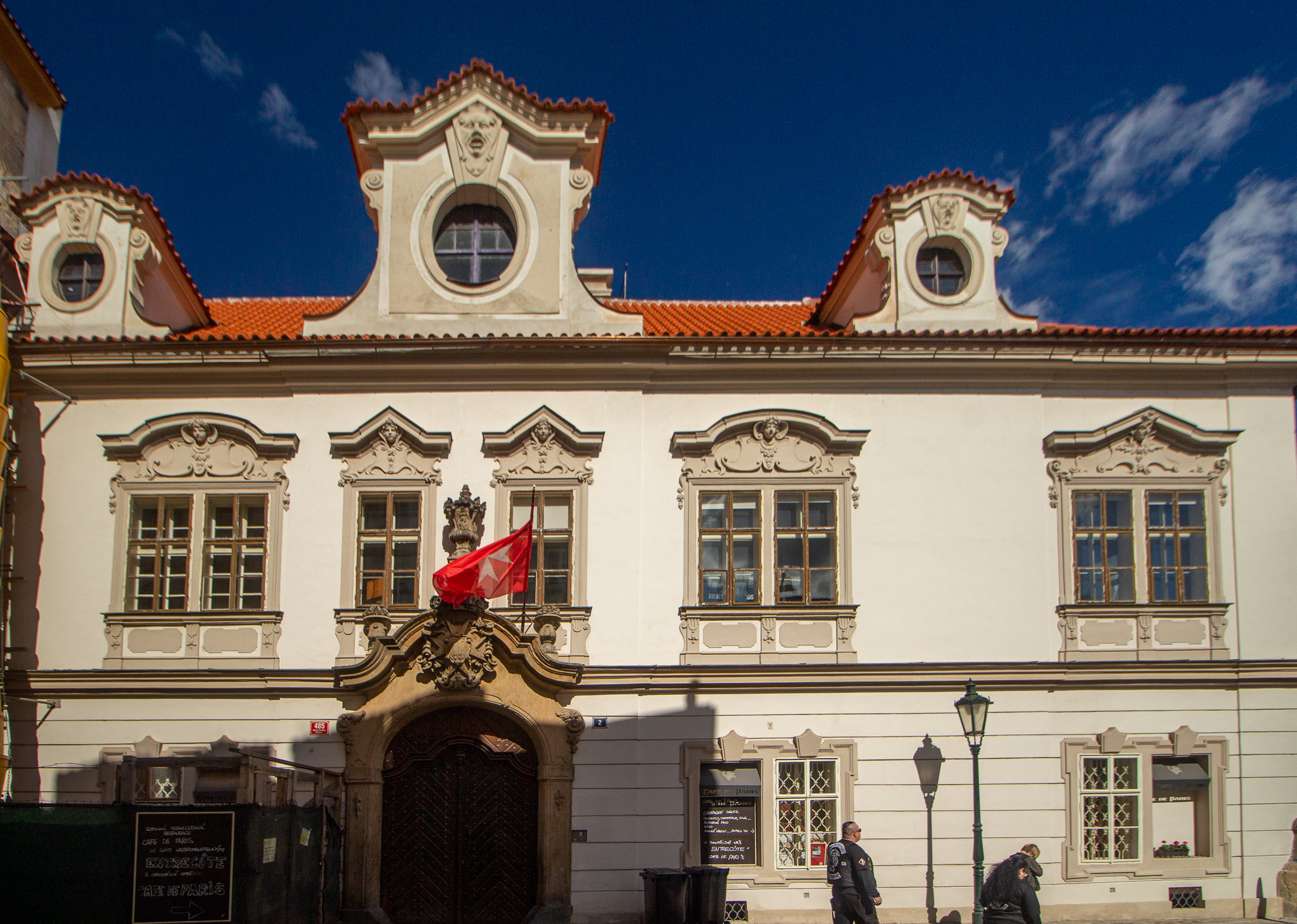
Velkopřevorský palác na Malé Straně v Praze, sídlo Českého velkopřevorství